# Ендрю Кьюненен
Ендрю Філіп Кьюненен (англ. Andrew Phillip Cunanan; 31 серпня 1969, Каліфорнія, США — 23 липня 1997, Маямі-Біч, Флорида, США) — американський серійний вбивця, що заробляв гомосексуальною проституцією та торгівлею наркотиками, вбив п'ятьох людей за малий проміжок часу (так звані "хаотичні вбивства (англ. spree killing): кращого друга Джефрі Трейла, свого коханця Девіда Медсона, чиказького мільярдера Лі Мігліна, працівника кладовища Вільяма Рііса. Остання його жертва — дизайнер Джанні Версаче. Невдовзі після цього, Кьюненен здійснив самогубство у номері готелю, коли його оточила поліція.
До травня 1997 року мешкав у Сан-Дієго під ім'ям Енрдю Сілва.

## У популярній культурі
Історія серійного вбивці Ендрю Кьюненена розповідається у другому сезоні серіалу «Американська історія злочинів» — «Вбивство Джанні Версаче».